# Rivière Noire du Milieu
Pour les articles homonymes, voir rivière Noire et rivière du Milieu.
La rivière Noire du Milieu est un affluent de la rive sud de la rivière Noire coulant entièrement dans le territoire non organisé du Mont-Élie, dans la municipalité régionale de comté (MRC) de Charlevoix-Est, au Québec, au Canada.
La partie inférieure de cette vallée est desservie par la route 170 qui relie Saint-Siméon à Petit-Saguenay, laquelle passe sur la rive nord de la rivière Noire. Cette vallée comporte quelques routes forestières secondaires pour les besoins de la foresterie et des activités récréotouristiques,.
La foresterie constitue la première activité économique du secteur; les activités récréotouristiques, en second.[réf. nécessaire]
La surface de la rivière Noire du Milieu est habituellement gelée du début de décembre à la fin mars, toutefois la circulation sécuritaire sur la glace se fait généralement de la mi-décembre à la mi-mars.[réf. nécessaire]

## Géographie
Les principaux bassins versants voisins de la rivière Noire sont :
- Côté Nord : rivière Noire, rivière Saguenay ;
- Côté Est : rivière Noire Sud-Ouest, rivière Noire, fleuve Saint-Laurent ;
- Côté Sud : rivière Noire Sud-Ouest, rivière Snigole, rivière Malbaie, rivière Jacob ;
- Côté Ouest : rivière Petit Saguenay.

La rivière Noire du Milieu prend sa source à l’embouchure du lac au Plongeon (longueur : 3,2 km ; altitude : 429 m). Cette source est située à :
- 7,3 km au Sud de son embouchure (confluence avec la rivière Noire) ;
- 20,0 km au Sud-ouest de l'embouchure de la rivière Noire avec le golfe du Saint-Laurent ;
- 8,2 km au Nord-Est du lac de tête de la rivière Petit Saguenay ;
- 10,4 km au Nord-Ouest du hameau Mont-Grand-Fonds.

À partir de sa source (lac Julie), le cours de la rivière Noire du Milieu descend sur 9,9 km selon les segments suivants :
- 0,9 km vers le nord en suivant la décharge du Lac au Plongeon, jusqu'à la baie Bataram qui est rattachée au Lac aux Îlots ;
- 3,3 km en traversant le Lac aux Îlots (longueur : 3,2 km ; altitude : 404 km) et en contournant une presqu'île rattachée à la rive Ouest, jusqu'à son embouchure ;
- 1,6 km d'abord vers l'Ouest en traversant un plan d'eau sur presque tout ce segment (formant en coude où le courant s'oriente vers le nord), jusqu'à son embouchure ;
- 0,7 km vers le nord, en traversant un plan d'eau (longueur : 0,6 km ; altitude : 399 km) sur sa pleine longueur formé par l'élargissement de la rivière, jusqu'à son embouchure ;
- 2,3 km vers le nord-est en traversant une série de rapides, jusqu'à la décharge du lac Bataram (venant de l'ouest) ;
- 1,1 km vers le nord-est, en traversant des rapides et cascades, jusqu'à son embouchure[4].

L'embouchure de la rivière Noire du Milieu se déverse sur la rive sud de la rivière Noire dans Mont-Élie. Cette confluence est située à :
- 16,6 km à l'est de l'embouchure de la rivière Noire avec le golfe du Saint-Laurent ;
- 30,9 km au sud du cours de la rivière Saguenay ;
- 15,7 km au Nord du hameau Mont-Grand-Fonds.

## Toponymie
L'origine du toponyme "rivière Noire du Milieu" est dérivée du nom de la rivière Noire dans laquelle elle se déverse.
Le toponyme "rivière Noire du Milieu" a été officialisé le 26 novembre 2002 à la Banque des noms de lieux de la Commission de toponymie du Québec.